# Borough of Warrington
Das Borough of Warrington ist eine selbständige Verwaltungseinheit (Unitary Authority) im Nordwesten Englands, das zur Region North West England gehört. Der Verwaltungssitz befindet sich in der Stadt Warrington. Neben dem Gebiet des ehemaligen County Boroughs Warrington, welches keine eigenständige Gemeindeverwaltung besitzt, gibt es in der Unitary Authority 18 Gemeinden (civil parishes): Appleton, Birchwood, Burtonwood and Westbrook, Croft, Cuerdley, Culcheth and Glazebury, Grappenhall and Thelwall, Great Sankey, Hatton, Lymm, Penketh, Poulton-with-Fearnhead, Rixton-with-Glazebrook, Stockton Heath, Stretton, Walton, Winwick, Woolston.
Das Gebiet des Boroughs gehörte früher zur Grafschaft Lancashire. Im Zuge der Verwaltungsreform von 1974 wurde das Gebiet der Grafschaft Cheshire zugeordnet. Seit 1998 ist das Borough eine Unitary Authority und gehört lediglich zu zeremoniellen Anlässen zu Cheshire.